# Hans Heinrich von Elterlein
Johann (Hans) Heinrich von Elterlein (* 2. März 1624 in Obermittweida; †  20. März 1685 in Kleinpöhla) war ein frühneuzeitlicher deutscher Unternehmer und Besitzer des Pfeilhammers in Kleinpöhla.

## Leben
Der Sohn des aus Nürnberg stammenden Hammerherrn in Kleinpöhla und Obermittweida Heinrich von Elterlein (1576–1640) heiratete am 8. Februar 1652 Susanna, die Tochter des Hammerherrn Hieronymus Müller von Berneck aus Breitenhof. Von Elterlein hatte nach dem Tod seines Vaters dessen halben Anteil des Pfeilhammers übernommen und kaufte den anderen Teil 1669 von Hans Heinrich Eberwein aus Elterlein, einem Schwager seiner Tante. Kurz vor seinem Tod gab 1684 er den Bau des Herrenhofes von Pfeilhammer in Auftrag, der 1687 unter der Verantwortung seines Sohnes und Besitznachfolgers Johann Heinrich von Elterlein jun. (1658–1725) vollendet wurde. Über dem Sitznischenportal des Wohnhauses der Hammerherren befindet sich noch heute eine gusseiserne Platte mit dem Wappen der Familie, der Jahreszahl 1687 und den Initialen I. H. v. E.
Seine Witwe Susanna zog nach von Elterleins Tod zu ihrer Tochter nach Brothenfeld bei Oelsnitz im Vogtland, wo sie 1693 starb. Sie wurde wie ihr Mann in einem Erbbegräbnis in Grünstädtel begraben. Der gemeinsame jüngste Sohn Johann August von Elterlein (1669–1725) erwarb Anfang des 18. Jahrhunderts den Arnoldshammer und den Schmerzingischen Hammer in Rittersgrün. Die Tochter Maria Catharina heiratete 1671 Friedrich Siegel, den Sohn des Hammerherrn in Großpöhla und Blauenthal Heinrich Siegel.